# Ermita de Nuestra Señora de Loreto (Colunga)
El culto y la devoción a la Virgen, en sus variadas advocaciones, cobra especial auge a partir de los siglos XII y XIII, gracias a la labor llevada a cabo en los monasterios. Una de estas fundaciones, bajo la advocación de la «Virgen de Loreto» debió ser una de ellas. Está situada en la villa de Colunga, en la costa oriental asturiana, en el barrio que lleva su nombre. La devoción del pueblo y sus alrededores es tal que han hecho de su fiesta la principal fiesta de la comarca. Su fiesta mayor se celebra el día de la Visitación de la  Virgen María a su prima  santa Isabel.

## Emplazamiento
La ermita está situada en el «barrio de Loreto» de la misma villa de Colunga, capital del  concejo del mismo nombre, en la costa oriental asturiana con bellas playas y lugar de veraneo de muchas personas procedentes del centro y sur de España que buscan un clima suave y unos paisajes verdes en montañas, prados, etc. La ermita tiene un pequeño campo o pradera propio donde se celebraban las fiestas en honor a la Virgen pero como la cantidad de asistentes creció en gran manera, se trasladaron los festejos de corte popular a otro lugar más adecuado.

## Historia
Cuenta la tradición colunguesa que a principios del siglo XVII un caballero veneciano llamado Joseph de Misso, naufragó a causa de una tempestad frente a los acantilados de  Huerres, en la parroquia de  San Juan de Duz. Este navegante llevaba con él una imagen de Virgen María, posiblemente una medalla, que era una réplica de la venerada en la Santa Casa de Loreto, donde nació la Virgen María, en donde recibió el  Anuncio de la Encarnación del Hijo de Dios y en donde vivió con Jesús y San José, prometió construir una ermita bajo esta advocación y promover su culto si salía sano y salvo de aquel naufragio. Así ocurrió y consta en un documento que fue propiedad del historiador y estudioso de las costumbres de Asturias Braulio Vigón conservado en su archivo particular una copia de la escritura de fundación del Santuario de la Santa Casa o Santuario de Loreto.

...Joseph de Misso, de nación italiana, de la señoría Venecia, morador y ospitalario en el hospital de la villa de Colunga, principado de Asturias y Obispado de Oviedo, de más de treinta a esta parte fundó y edificó una ermita advocación de NTRA. Sra. De Loreto en el valle y en los términos de Llanos, feligresía de dicha villa de Colunga...

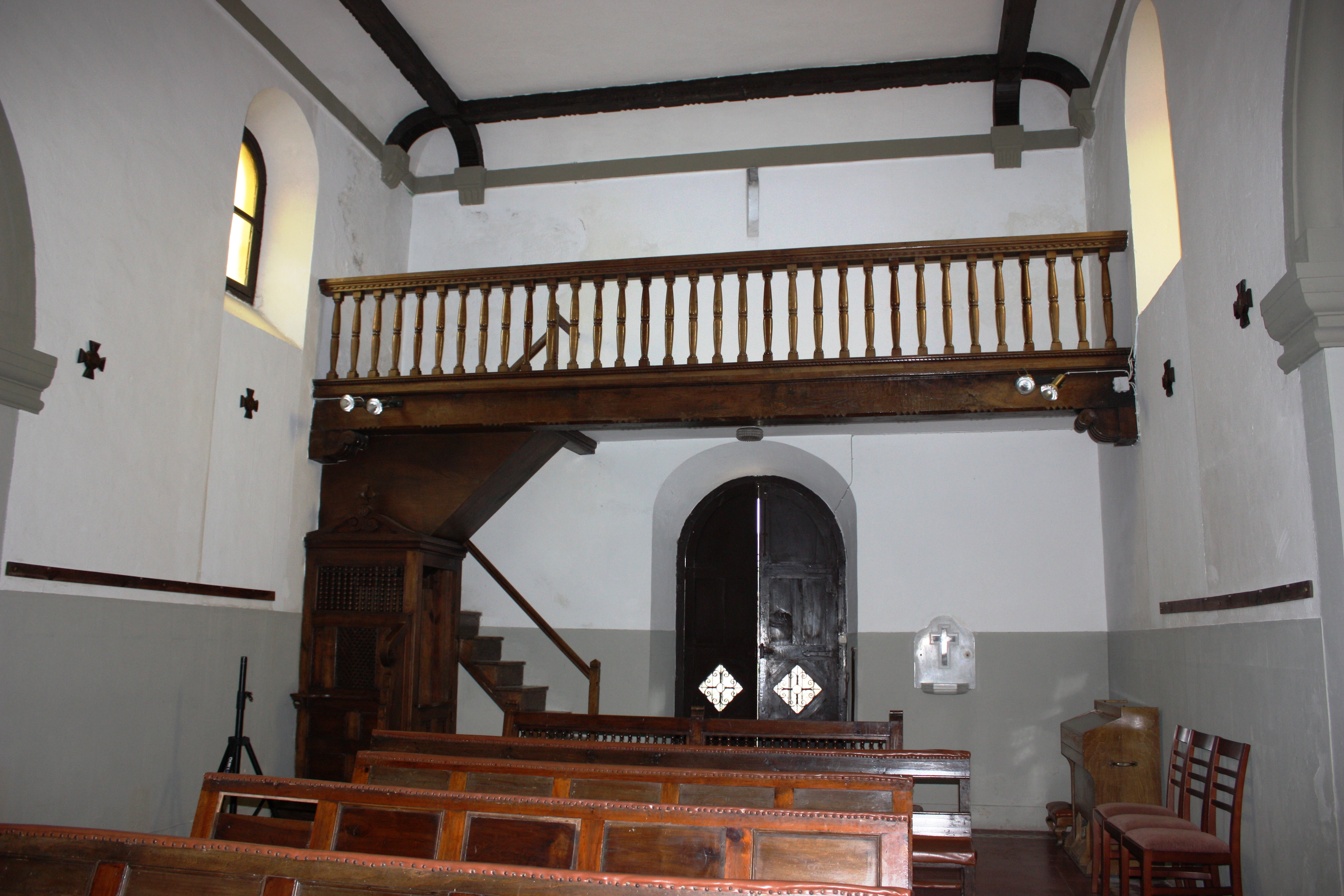
Coro a los pies en altura

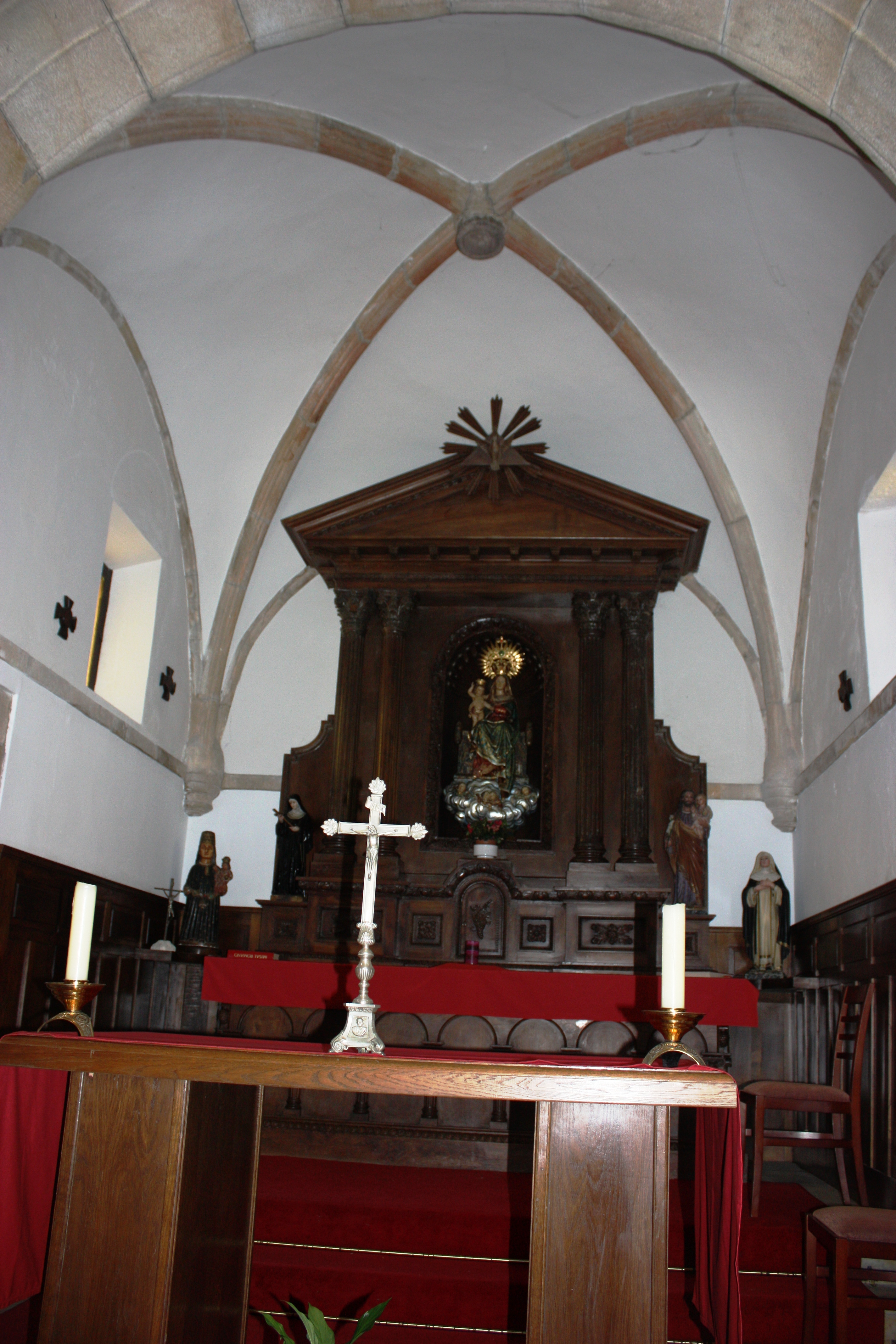
Altar mayor con la Virgen y bóveda nervada

La fecha del posible naufragio debió ser sobre 1633 ya que el documento antes citado es del 6 de mayo de 1633. También por esas fechas, el piadoso navegante, ya a salvo y agradecido, colocó una imagen de la «Virgen Lauretana» en un hueco del frondoso  castaño que aún existe en el paraje llamado Espina, en la carretera que va de Colunga a Huerres. Este árbol es conocido como el «Castañar de Espina» lugar donde se encuentra una imagen de piedra, imitación de la antigua románica que, así se cuenta, era la primitiva que colocó Joseph de Misso. No se sabe más de este personaje pero se cuenta que se estableció en la villa colunguesa y dedicó su vida a la atención de los peregrinos del  camino jacobeo en el pequeño hospital que existió a tal fin, anejo a la Capilla de Santa Ana.
La actual imagen es una réplica de la románica que según cuenta la tradición, llegó en 1633 en el bergantín procedente de Venecia que naufragó en  Huerres, del concejo de Colunga y estuvo sepultada durante mucho tiempo en el ya citado paraje del «Castañéu de Espina» hasta que en 1908 un rayo cayó sobre la zona próxima la desenterró. La imagen fue recuperada y trasladada a la capilla que ya existía con el nombre de  Loreto.

## Estructura y arquitectura
La capilla es de tipo barroco popular. Tiene una nave, un pórtico, sacristía, dos capillas laterales y cabecera cuadrada. El pórtico está delimitado por un muro de piedra de poca altura y una escalinata de acceso al templo. El techo tiene caída a tres aguas. El tejado de amplio alero está soportado por en cuatro columnas monolíticas en la zona frontal. El pórtico se cierra con una barandilla de barrotes de madera entre las columnas monolíticas.
|                              |
| Vista de fachada al oriente. |

|                             |
| Vista frontal de la ermita. |

|                              |
| Vista interior de la ermita. |

|                               |
| Vista interior desde el coro. |

|                          |
| Vista desde el occidente |

El acceso a la ermita es a través de una  portada en arco de medio punto rematada en su parte superiorpor una  Espadaña de un solo hueco. Sobre el techo del atrio tiene un frontón triangular coronada con una cruz de piedra con elementos barroquizantes como son las  dobles volutas. Entre el tejado del atrio y la espadaña hay una hornacina sobre una repisa saliente que cobija la imagen de la Virgen de Loreto que, debido a que está en el  Camino de Santiago, está bajo una «concha venera». Las esquinas del hastial son de sillar y los ángulos laterales están rematados con bolas sobre pequeños pilares que le dan un bonito estilo.

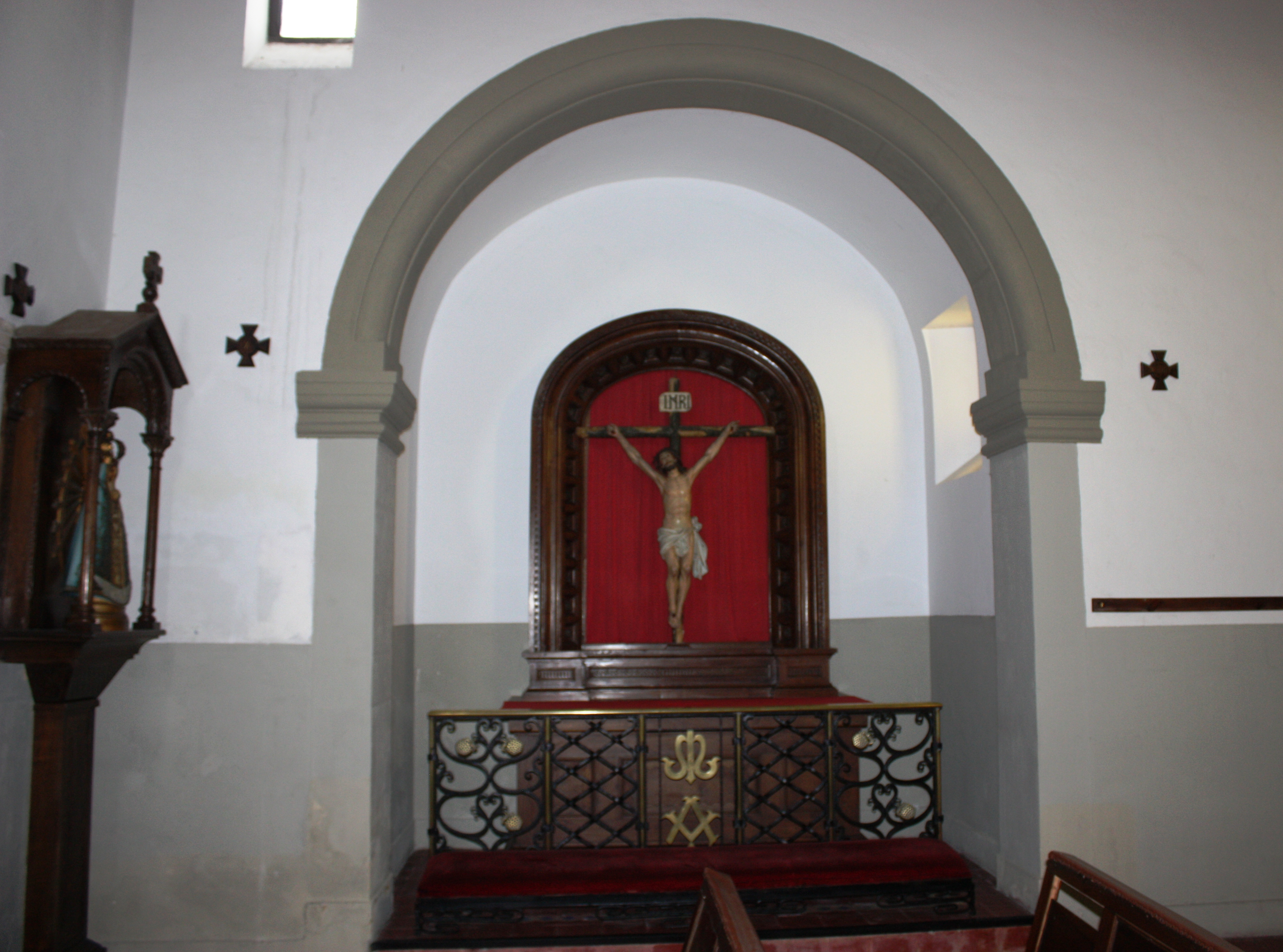
Altar derecho con Cristo crucificado

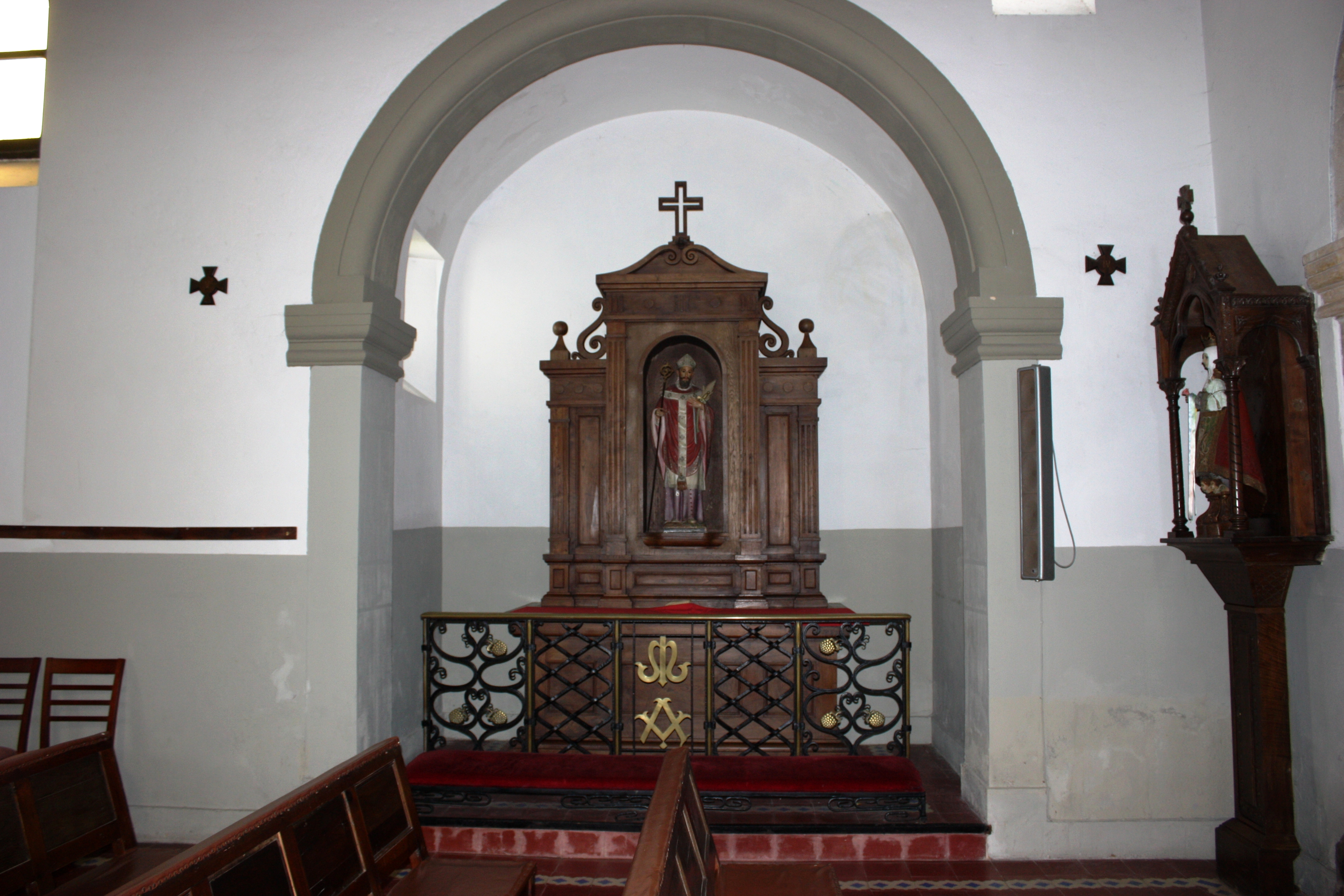
Altar izquierdo

Los paños exteriores de la iglesia están enfoscados y pintados de blanco adornado con un  zócalo gris. Las esquinas y cercos de ventanas son de piedra que embellece la sencilla estructura. En las capillas laterales se repite el mismo esquema de la nave principal pero dispuestas perpendicularmente a la anterior y también están rematadas con bolas. Los techos de estas capillas son a dos aguas. El interior de la iglesia, que dispone de coro a los pies con escalera de madera, tiene techo plano, también de madera. El suelo de loseta rojiza. Las capillas laterales están rematadas con bóveda de cañón y con la entrada a ellas mediante un arco de medio punto. La cabecera de la nave principal es cuadrada y está cubierta con bóveda de crucería de  estilo gótico con cuatro paños nervados y clave circular. El suelo del presbiterio es de mármol blanco y a la derecha hay una imagen de la Virgen de Luján en una hornacina de madera tallada.

## Fiestas, devociones y tradiciones

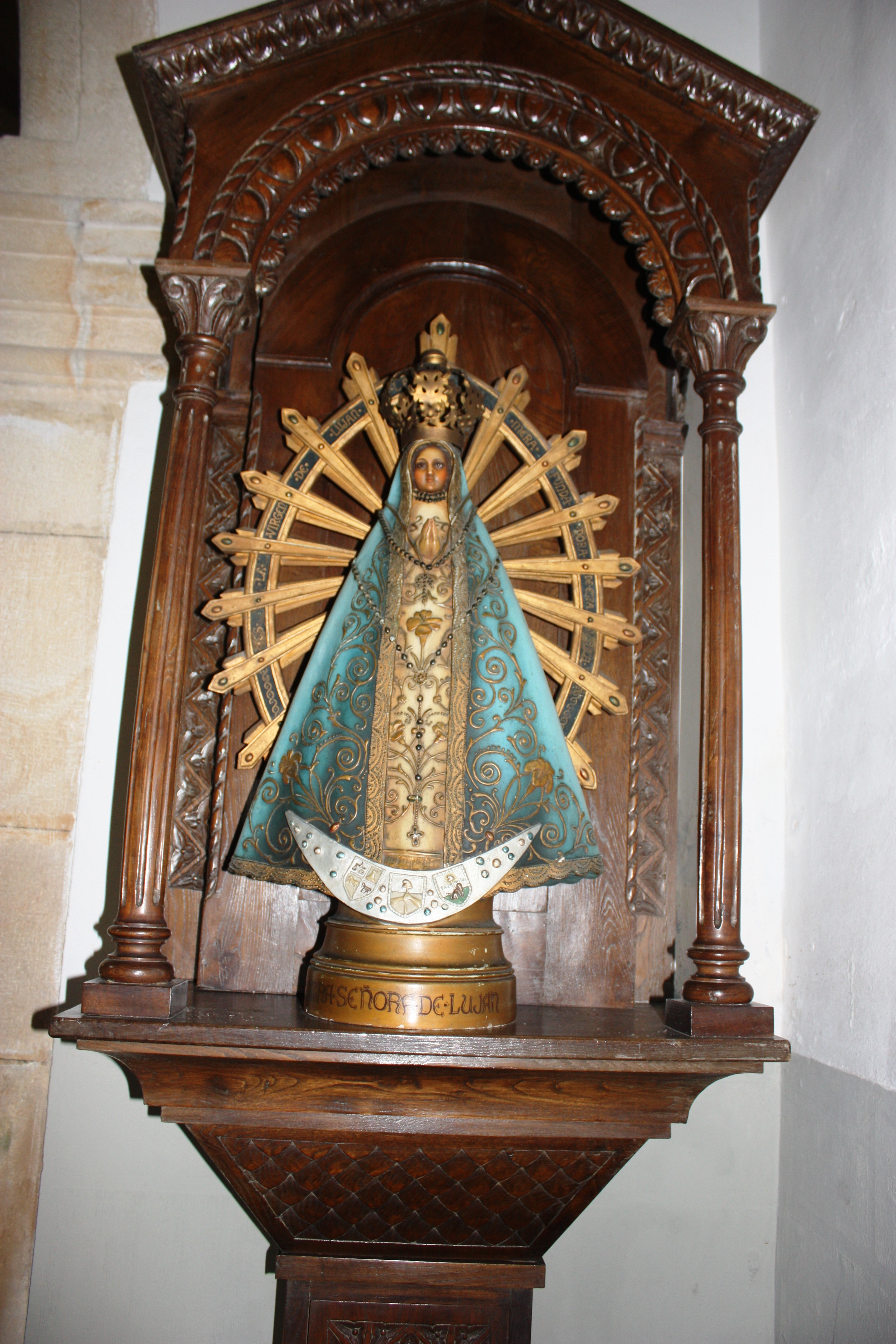
Virgen de Luján a la derecha del presbitario

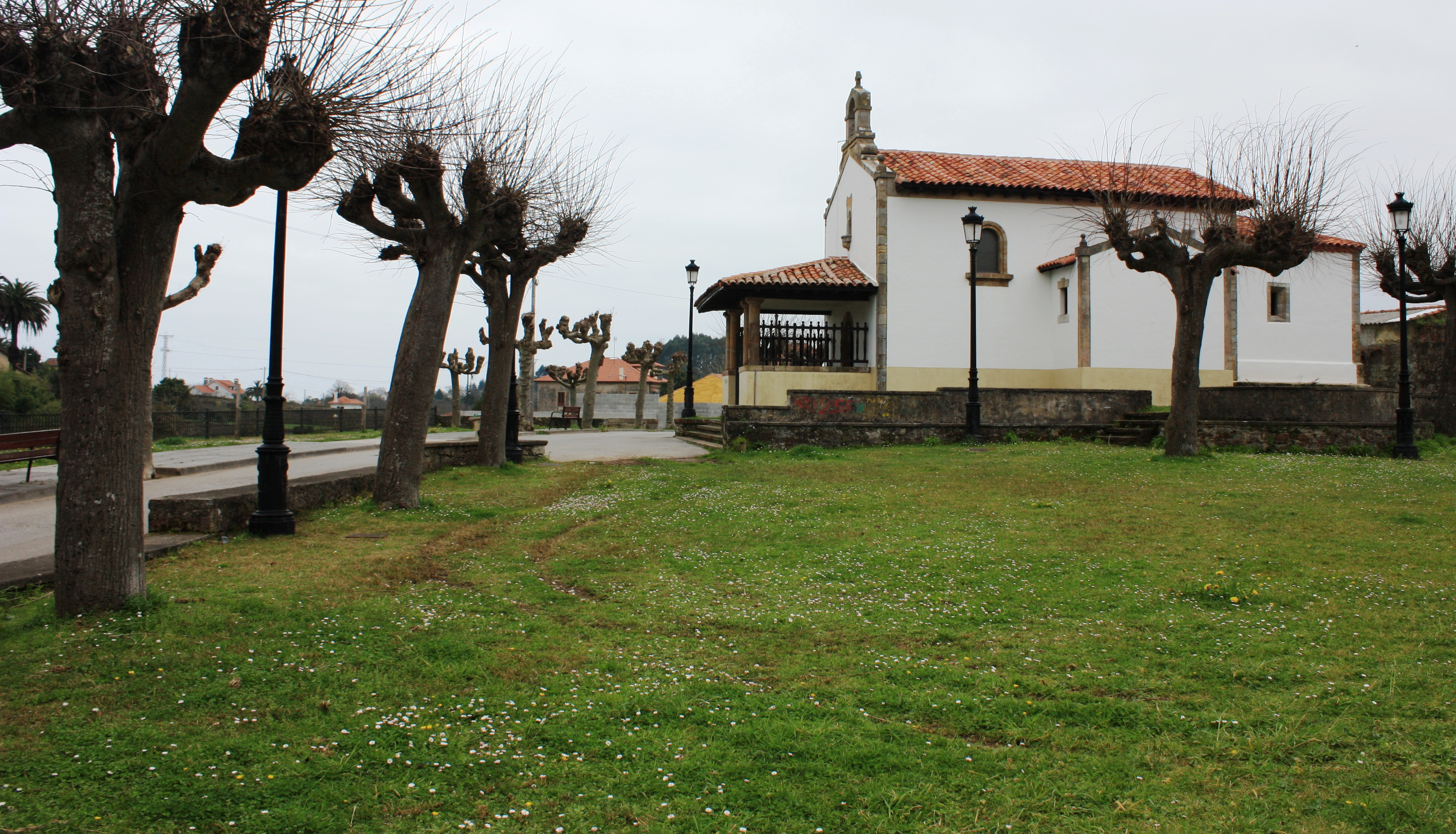
Prado colindante donde se celebraba la fiesta

La festividad mayor es el día de la Visitación de la  Virgen María a su prima  santa Isabel que en aquella época se celebraba el 2 de julio y luego pasó a celebrarse el 31 de mayo. 
Cuando era Papa Alejandro VII y  Obispo de Oviedo Diego Riquelme y Quirós, lo que ocurrió entre los años 1661 y 1665, se constituyó la Fundación de la Cofradía de Ntra. Sra. de Loreto, a ejemplo de otras Cofradías que ya existían por Asturias en aquella época. El 6 de mayo de 1663 figura como fecha de la firma de los primeros estatutos de la Cofradía y se solicitó a Roma la concesión de indulgencias para los devotos que venerasen a la Virgen en su ermita de la  Loreto de Colunga.
El papa Urbano VII concedió el 8 de agosto el privilegio de jubileo plenísimo a los devotos que acudiesen desde las primeras horas del 1 de julio hasta el atardecer del día siguiente, cumpliendo con las condiciones acostumbradas previstas por la Iglesia.
La Iglesia concede  indulgencia ordinaria «el día de la Presentación de la Virgen, y la Natividad, el 8 de septiembre y el día 16 de septiembre que el día de San Cipriano y para cada uno de los sábados del año haya altar privilegiado que se saque ánima del purgatorio con cada misa que en cada altar se dijere, y en esta conformidad se juntaron y sentaron los cofrades por cofradías para honra y gloria de Nuestro Señor y su Santísima Madre los siguientes, que se sentaron ante Notario Apostólico, que fue de manera siguiente:...» y se enumeran a muchas personas importantes de la época, entre los que figuran los curas de santa Úrsula de Carrandi, el presbítero de Toribio de Argüero, el cura de Colunga, el cura de San Juan de Duz, el Capitán Diego Alonso Covián, Joseph de Misso, fundador. Todo esto está firmado por el Capitán Diego Alonso de Covián de la siguiente forma: «En testimonio de verdad. Diego de Covián.» Sin mebargo, poco o nada se sabe de la cofradía desde su fundación hasta bien entrado el siglo XIX.
El «Día Grande» de las fiestas se recuerda cómo llegó la imagen románica a Colunga tal y como se indicó en el apartado correspondiente. Empieza la jornada con el pasacalles tradicional previo a la  Misa solemne que tiene lugar en la iglesia de  San Cristóbal. Los  colungueses llevan tres ramos que son bendecidos durante la ceremonia y una vez finalizada comienza la procesión que preside la Virgen de Loreto que procesiona en último lugar y delante, los niños con el ramo y tras ellos los otros dos ramos de lo adultos. Todos los ramos van adornados con los «roscos de pan» y los «bollos preñaos».